# Batocera oceanica
Batocera oceanica är en skalbaggsart som beskrevs av Schwarzer 1914. Batocera oceanica ingår i släktet Batocera och familjen långhorningar. Inga underarter finns listade.